# Федотов, Авангард Алексеевич
Авангард Алексеевич Федо́тов (4 апреля 1925, Донецк, Украинская ССР, СССР — 27 декабря 2015, Москва, Россия) — советский и российский кларнетист, педагог. Участник Великой Отечественной войны и Парада Победы 1945 года. Народный артист Российской Федерации (1996), профессор (1984).

## Биография
В 1940 г. окончил Симферопольское музыкальное училище, после чего до 1943 г. был музыкантом образцового духового оркестра Приволжского военного округа. В 1947 г. окончил военно-дирижёрский факультет при Московской консерватории им. П. И. Чайковского по классу Б. А. Дикова, в 1950 г. — по классу А. Г. Семёнова.
В 1947—1950 гг. преподавал в музыкантской школе воспитанников г. Томилино, в 1950—1954 гг. — на Военно-дирижёрском факультете. В 1954—1956 гг. — солист симфонического оркестра Новосибирской филармонии, одновременно преподавал в Новосибирской военно-музыкальной школе. С 1956 г. — в Москве: в 1956—1974 гг. работал в Министерстве культуры РСФСР, одновременно преподавал в Центральной музыкальной школе, на оркестровом и военно-дирижёрском факультетах Московской консерватории. С 1974 г. — декан оркестрового факультета МГПИ имени Гнесиных, с 1982 г. — художественный руководитель и директор МГАФ.
Работал на кафедре деревянных духовых РАМ им. Гнесиных, в Московской городской детской музыкальной школе им. В. М. Блажевича.
Активно участвовал в общественно-музыкальной деятельности: был вице-президентом Международного Союза музыкальных деятелей, председателем «Всероссийского общества музыкантов», председателем правления Московского музыкального общества, членом правления ЦДРИ, общества дружбы с зарубежными странами, состоял в редколлегии музыкальных журналов.
Похоронен на Троекуровском кладбище в Москве.

### Избранные труды
- Федотов А. А. Один из первых (А. Г. Семёнов), в сб.: Мастера игры на духовых инструментах Московской консерватории. ― М., 1979. — книга о своём учителе.
- Федотов А. А. Методика обучения игре на духовых инструментах [Учеб. пособие для муз. вузов и муз. училищ]. — М.: Музыка, 1975. — 159 с. — 8000 экз.
- Об интонировании на духовых инструментах (статья);
- О рациональных методах овладения новой французской системой кларнета (статья);
- О выразительных средствах кларнета в работе над музыкальным образом (статья).

### Известные ученики
В.Халилов-народный артист РФ, генерал-лейтенант, начальник военно-оркестровой службы, В. Пермяков — народный артист России, солист БСО, М.Сарайкин — заслуженный артист РФ, солист Президентского оркестра,
Д. Шеховцов — бас-кларнетист, солист оркестра «Русская филармония», С.Суслов-кларнетист, солист БСО п/у В.Федосеева.

## Награды
- Заслуженный деятель искусств РСФСР (26 июня 1980).
- Народный артист Российской Федерации (29 января 1996) — за большие заслуги в области искусства[4].
- Орден «За заслуги перед Отечеством» IV степени (15 февраля 2006) — за большой вклад в развитие отечественного музыкального искусства и многолетнюю творческую деятельность[5].
- Почётная грамота Президента Российской Федерации (18 ноября 2010) — за заслуги в области культуры и многолетнюю плодотворную работу[6][7].